# 本田久作
本田 久作（ほんだ きゅうさく1960年（昭和35年）9月2日 - ）は、日本の落語・漫才作家。

## 来歴
- 1979年 変身キリン結成。1980年 この頃オムニバスアルバム「どっきりレコード」(参加バンドは変身キリン以外にINU、アルコール42%、ウルトラビデ、チャイニーズクラブ）発売。1982年 変身キリンEP「八月四日に」発売1987年 町田町蔵「ほな、どないせぇゆうね」にハープで参加。
- 2002年 国立演芸場台本募集で落語「仏の遊び」佳作入選（演・月亭八方)
- 2003年
変身キリン復刻CD「変身キリン」「その後の変身キリン」発売
夢丸新江戸噺で落語「蛙の子」審査員特別賞
- 2004年
CD「2004年の変身キリン／アノンを探せ」発売
国立演芸場台本募集で落語「玉手箱」優秀作入選
落語協会台本募集で落語「儂の葬式」優秀賞
- 2005年
国立演芸場台本募集で漫才「借金」佳作入選
落語協会台本募集で落語「按摩の夢」優秀賞
- 2006年 落語協会台本募集で落語「幽霊蕎麦」優秀賞
- 2007年 落語協会主催の円朝祭で「幽霊蕎麦」が奉納落語に選ばれる
- 2008年
「上方芸能」落語台本募集で落語「おつゆ」佳作入選
博品館で行われた源氏物語のイベントで落語版源氏物語の脚本。立川談春「柏木」、橘家文左衛門「明石」、入船亭扇辰「葵」
- 2010年 国立演芸場台本募集で浪曲「竜田川歌相撲」佳作入選
- 2012年 「チョーコーイレブン」を執筆（著者：本田久朔、出版：文芸社）

## 著作
- 江戸っ子しげぞうシリーズ　
  - 江戸っ子しげぞう　タリメーだい！の巻   絵：杉崎貴史　（2016年9月、ポプラ社）ISBN 9784591151266
  - 江戸っ子しげぞう   わたる世間に虫歯なし！の巻（2018年4月、ポプラ社）ISBN 9784591158487
- 開ける男―鍵屋・圭介の解けない日常 (2018年2月、ポプラ文庫）ISBN 9784591158005
- 開かない錠はありません！―鍵屋・岩崎フーディーニ商会の事件簿2（2019年11月、ポプラ文庫）ISBN 9784591164440
- からぬけ落語用語事典（2018年9月、パイインターナショナル）ISBN 9784756249982